# Nackterhof
Der Nackterhof ist ein Weiler, der zur im rheinland-pfälzischen Landkreis Bad Dürkheim liegenden Gemeinde Neuleiningen gehört. 

## Geographie
Er befindet sich etwa vier Kilometer südwestlich der Kerngemeinde im zum Rheinhessischen Tafel- und Hügelland gehörenden Eisenberger Becken unweit des Pfälzerwaldes. In seinem Einzugsgebiet erstreckt sich der Kleine Donnersberg. In seiner Nähe entspringt zudem der Seltenbach.

## Geschichte
Um 1200 gelangte der Nackterhof in den Besitz des Klosters Höningen. 1944 stürzte beim Weiler ein britisches Militärflugzeug ab. 2021 wurde an der Stelle ein Ehrenmal errichtet.

## Verkehr
Der Weiler ist durch die Kreisstraße 36, die nach Tiefenthal führt, an das Straßennetz angebunden.

## Tourismus
Unweit des Nackterhofs verläuft der Leininger Burgenweg.